# Acción por Venezuela
Acción por Venezuela (conocida anteriormente como Acción Humanitaria por Venezuela) es una organización no gubernamental creada en el año 2016 que gestiona ayuda humanitaria dentro del territorio venezolano.
Uno de los objetivos de AHPV es atender a la desnutrición infantil y deserción escolar en zonas de altos índices delincuenciales, por lo que aportan el 45 % del requerimiento calórico a los beneficiarios a través de menús que son diseños por sus nutricionistas. Igualmente, ha ayudado llevando suministros médicos, medicinas y alimentos a hospitales, ambulatorios y ancianatos.
Para esto cuenta con dos programas principales: 
- Vida para Venezuela: con el cual se dotan a hospitales y ambulatorios de medicinas e insumos médicos.
- Nutriendo la Esperanza: atiende a niños y jóvenes que viven en zonas rurales  o de alta criminalidad. Cada beneficiario recibe alimentación, educación y atención médica. Cerca de 700 niños se han visto beneficiados con este programa.[3]

Dentro de los lugares que atiende la AHPV se encuentra la localidad de Turgua, en la zona rural de El Hatillo, que es uno de los cinco municipios que componen Caracas. 
En el 2018 AHPV creó el programa «Abriga a un venezolano». Con el apoyo de la diáspora venezolana en ciudades de los Estados Unidos como: Washington D. C., New Jersey y Miami, y el estado de Pensilvania, ha logrado llevar ropa de invierno a los migrantes y refugiados venezolanos que cruzan a pie y a muy bajas temperaturas el Páramo de Berlín, Colombia, huyendo de la emergencia humanitaria compleja que se registra en Venezuela.
Este programa se ha extendido y actualmente beneficia a migrantes y refugiados que se encuentran en situación de vulnerabilidad en España, específicamente en Toledo, Málaga y Madrid.